# Dicranoptycha keiserae
Dicranoptycha keiserae är en tvåvingeart som beskrevs av Alexander 1963. Dicranoptycha keiserae ingår i släktet Dicranoptycha och familjen småharkrankar.
Artens utbredningsområde är Madagaskar. Inga underarter finns listade i Catalogue of Life.